# Carnier

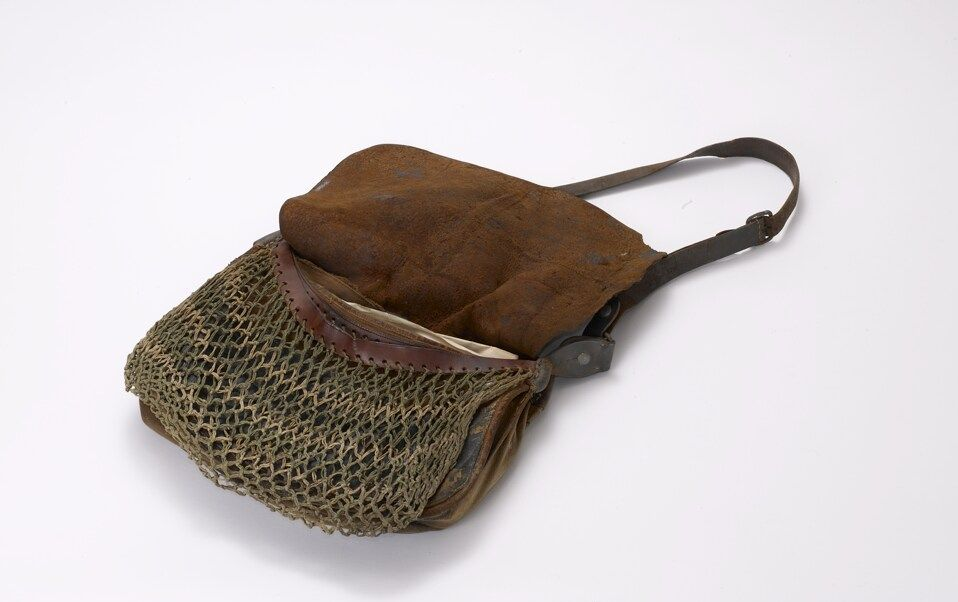
Carnier, acquis par Musées départementaux de la Haute-Saône

Un carnier est une petite besace qui sert au chasseur à transporter son gibier. En cuir ou en tissu, elle est souvent munie d'une grande sangle pour la passer autour du cou. Il existe des vestes de chasse à carnier intégré dans le dos.

## Référence
1. ↑  Le Chasseur français, n° 646, décembre 1950, page 706.